# Медведев, Юрий Германович
Юрий Германович Медведев (род. 25 августа 1949, Бор, Молотовская область) — российский политический деятель, председатель Законодательного собрания Пермской области (1997—2000), депутат Государственной думы РФ третьего, четвёртого и пятого созывов (1999—2011).

## Биография
С 1989 по март 1995 — директор Пермской печатной фабрики Гознака Министерства финансов РФ. С марта 1995 по декабрь 1997 — директор ГП «Пермская печатная фабрика Гознака».
14 декабря 1997 был избран депутатом Законодательного собрания Пермской области. Был избран председателем Законодательного собрания Пермской области. 28 января 1998 были признаны полномочия члена Совета Федерации.

### Депутат госдумы
По результатам выборов 19 декабря 1999 не проходил в Думу по списку ОВР, но, поскольку от депутатских мандатов отказались несколько человек из списка, стал депутатом Государственной Думы РФ третьего созыва. Заместитель председателя Комитета Государственной Думы по экономической политике и предпринимательству. 27 января 2000 был освобожден от обязанностей председателя Законодательного собрания Пермской области. 16 февраля 2000 были прекращены полномочия члена Совета Федерации.
Сын Юрия Медведева был обвинен в заказном убийстве. Просидев больше года в СИЗО, был освобожден за недоказанностью улик.

## Награды
- Орден Почёта (13 октября 1998 года) — за заслуги перед государством, многолетний добросовестный труд, большой вклад в укрепление дружбы и сотрудничества между народами[6].
- Орден Дружбы (25 июля 2006 года) — за активное участие в законотворческой деятельности и многолетнюю добросовестную работу[7].